# التبعات القانونية لفصل أرخبيل تشاغوس عن موريشيوس في عام 1965
التبعات القانونية لفصل أرخبيل شاغوس عن موريشيوس في عام 1965 هو رأي استشاري أصدرته محكمة العدل الدولية بشأن النزاع على السيادة على أرخبيل شاغوس استجابة لطلب من الجمعية العامة للأمم المتحدة. واعتبرت المحكمة فصل المملكة المتحدة لجزر شاغوس عن بقية موريشيوس في عام 1965، عندما كانا إقليمين مستعمرين، غير قانوني ووجدت أن المملكة المتحدة ملزمة بإنهاء «إدارتها لجزر شاغوس بأسرع ما يمكن.» 

## طلب
في 23 يونيو 2017، صوتت الجمعية العامة للأمم المتحدة لصالح إحالة النزاع الإقليمي بين موريشيوس والمملكة المتحدة إلى محكمة العدل الدولية من أجل توضيح الوضع القانوني لأرخبيل جزر شاغوس في المحيط الهندي. تمت الموافقة على الاقتراح بأغلبية 94 صوتًا مقابل 15 صوتًا ضده.  

## ما بعد القرار
في 22 مايو 2019، صوتت الجمعية العامة للأمم المتحدة بـ 116 صوتًا مقابل 6 أصوات (أستراليا، المجر، إسرائيل، جزر المالديف، المملكة المتحدة، الولايات المتحدة؛ امتناع 56 عن التصويت) لاعتماد القرار 73/295 للترحيب بالرأي الاستشاري لمحكمة العدل الدولية.   نظر مجلس العموم البريطاني في هذا القرار في 3 يوليو 2019. 

## روابط خارجية
- الاعتراض الأولي لجزر المالديف على ترسيم الحدود البحرية بين موريشيوس وجزر المالديف، 18 ديسمبر 2019
- ITLOS ترفض جميع الاعتراضات الأولية في موريشيوس ضد. جزر المالديف، Fietta LLP
- حكم المحكمة الدولية لقانون البحار بشأن الدفوع الابتدائية لجزر المالديف، 28 يناير 2021